# Frank Stenton
Frank Merry Stenton est un historien britannique né le 17 mai 1880 à Upper Norwood et mort le 15 septembre 1967 à Reading. Spécialiste de l'Angleterre anglo-saxonne, il est notamment l'auteur d'Anglo-Saxon England, ouvrage de référence sur la période.

## Biographie
Frank Stenton étudie au Keble College de l'université d'Oxford de 1899 à 1902 et commence à travailler sur le Domesday Book sous la direction de J. Horace Round. Après avoir passé trois années au pays de Galles comme professeur d'histoire à Llandovery College (en), il rejoint en 1908 l'University College de Reading comme Research Fellow in Local History, puis y est nommé professeur d'histoire moderne en 1912. Il y rencontre Doris Mary Parsons, qu'il épouse en 1919.
En 1926, Stenton est élu membre de la British Academy. Malgré de nombreuses invitations à rejoindre d'autres universités, il fait toute sa carrière à Reading, dont il est nommé vice-chancelier en 1946. Il est fait Knight Bachelor par le roi George VI en 1948. Il prend sa retraite en 1950.
Ses principaux ouvrages sont The First Century of English Feudalism, 1066-1166 (1932) et Anglo-Saxon England (1943).